# Salinas Pueblo Missions National Monument

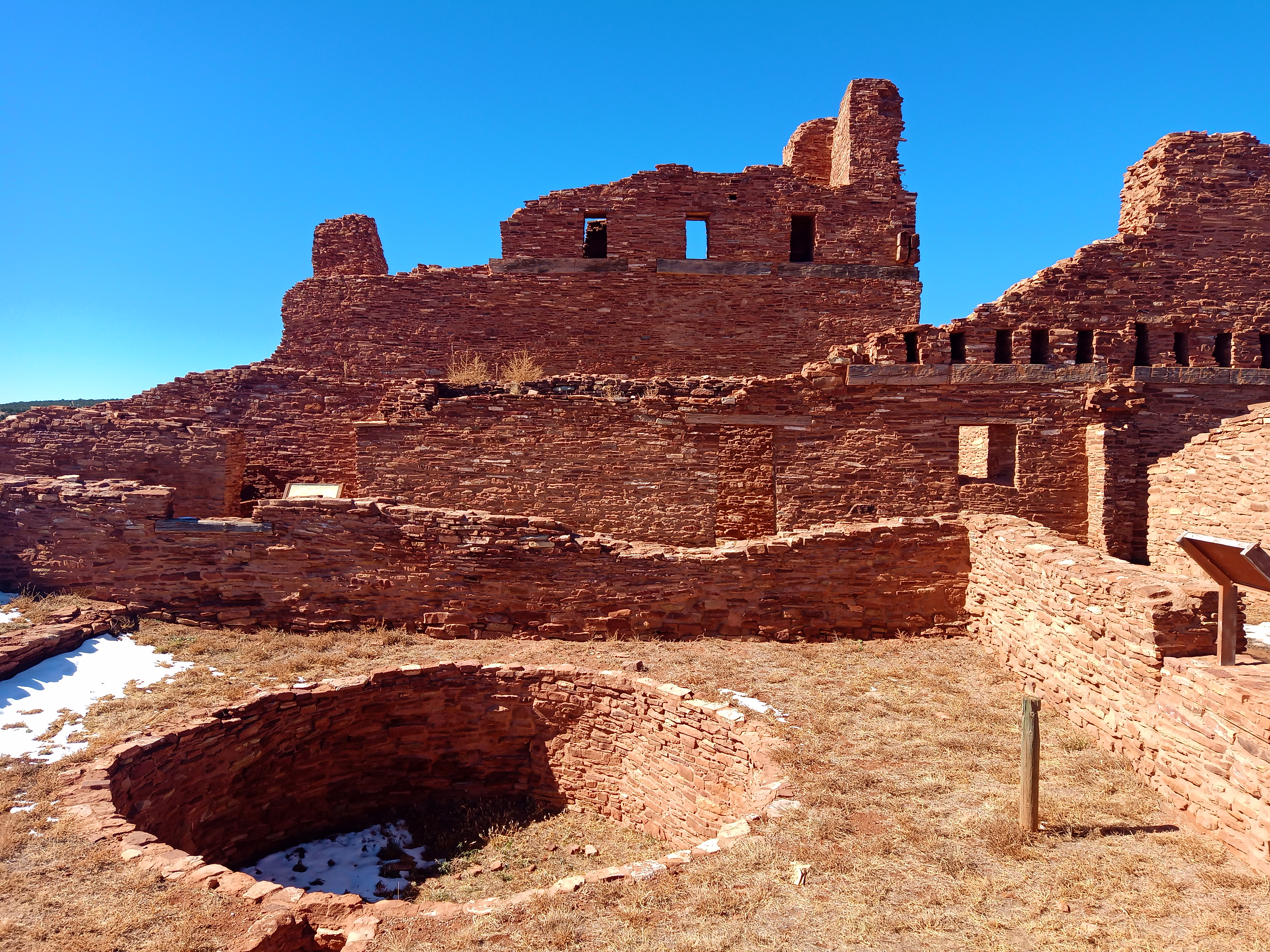
Ruines du kiva et de l'église du village de l'ancienne communauté Abo, dans les Salinas Pueblo Missions National Monument. Octobre 2020.

Le Salinas Pueblo Missions National Monument est un monument national américain désigné comme tel par le président des États-Unis William Howard Taft le 1er novembre 1909, à cette époque sous le nom de Gran Quivira National Monument. Il protège 435,8 ha dans les comtés de Socorro et Torrance, au Nouveau-Mexique.